# Воронин, Александр Семёнович
Александр Семёнович Воронин (22 ноября 1899 — август 1973) — советский хозяйственный, государственный и политический деятель, участник Гражданской войны в России.

## Биография
Родился 22 ноября 1899 года в д. Бебяево Арзамасского уезда Нижегородской губернии Российской империи в семье русского рабочего-бойца на скотобойне. В июне 1914 г. окончил двухклассное училище в п. Ташино Ардатовского уезда Нижегородской губернии, после чего работал токарем Ташинского чугуноплавильного завода. В 1918 году вступил в комсомол, а в феврале того же года в коммунистическую партию. С мая 1918 г. председатель заводского комитета. С октября 1918 г. заместитель председателя волостного исполнительного комитета. С июня 1919 г. в Рабоче-крестьянской Красной армии, участвовал в Гражданской войне в России: помощник военного комиссара 85-го отдельного батальона 17-й стрелковой дивизии. В октябре 1920 г. демобилизован и работал председателем Ташинского волостного исполкома. С января 1921 г. заместитель председателя Ардатовского уездного исполкома. С декабря 1921 г. ответственный секретарь Первомайского районного комитета ВКП(б) Ардатовского уезда. С января 1923 г. токарь Первомайского государственного чугуноплавильного завода. С мая 1923 г. токарь Сормовского завода. С июля 1924 г. курсант губернских курсов партийного актива в Нижнем Новгороде. С декабря 1924 г. ответственный секретарь Хвощевского волостного исполкома Павловского уезда. С июля 1926 г. ответственный секретарь Ворсменского волостного исполкома Павловского уезда. С сентября 1927 г. председатель уездного профбюро, с мая 1928 г. председатель райкома Союза металлистов в г. Павлово. С июня 1929 г. заведующий организационным отделом Арзамасского окружного комитета ВКП(б), одновременно учился один год заочно в Коммунистическом университет им. Я. М. Свердлова в Москве. С сентября 1930 г. ответственный секретарь Арзамасского райкома ВКП(б). С декабря 1931 г. заведующий организационным отделом Вотского областного комитета ВКП(б). С марта 1933 г. заведующий промышленно-транспортным отделом Удмуртского обкома ВКП(б). С апреля 1937 г. ответственный секретарь партийного комитета Ижевского металлургического завода. С 26 сентября 1937 по июнь 1938 г. второй секретарь Удмуртского обкома ВКП(б). Решением бюро Удмуртского обкома ВКП(б) 6-10 июня 1938 г. «за обман и сокрытие от партии факта исключения из партии в 1923» снят с работы и выведен из состава членов бюро обкома «с объявлением строгого выговора с занесением в личное дело». С июня 1938 г. управляющий трестом «Удмуртстрой». С декабря 1941 г. председатель Удпромсоюза. По другим данным, 9 декабря 1941 г. направлен в Главное управление политической пропаганды РККА в связи с отбытием его в РККА, имел звание старший политрук. С сентября 1943 г. заместитель уполномоченного Роскооппрома. С января 1944 г. уполномоченный управления промкооперации. С июня 1945 г. заместитель уполномоченного промкооперации в Туле. С июля 1949 г. начальник управления Тульского областного управления легкой промышленности. С марта 1953 г. председатель правления Тульского областного промыслового совета. С ноября 1959 г. на пенсии. Партдокументы погашены Центральным райкомом КПСС г. Тулы в августе 1973 г. как на умершего.
Избирался депутатом Верховного Совета СССР 1-го созыва.